# Iwogumoa ensifer
Iwogumoa ensifer är en spindelart som först beskrevs av Wang och Ono 1998.  Iwogumoa ensifer ingår i släktet Iwogumoa och familjen mörkerspindlar.
Artens utbredningsområde är Taiwan. Inga underarter finns listade i Catalogue of Life.